# Шортанди (селище)
Шортанди́ (каз. Шортанды) — селище, центр Шортандинського району Акмолинської області Казахстану. Адміністративний центр та єдиний населений пункт Шортандинської селищної адміністрації.
Залізнична станція на лінії Кокшетау I — Астана. Меблева фабрика, маслозавод, елеватор.
Населення — 6562 особи (2021; 6268 у 2009, 7178 у 1999, 7169 у 1989).
Селище засноване 1929 року як залізнична станція. Станом на 1989 рік селище мало статус селища міського типу.